# Тонус
То́нус (лат. tonus, грец. tonos — напруга) — тривале стійке збудження нервових центрів та м'язової тканини, яке не супроводжується втомою.

## Тонус нервових центрів
Тонусом нервових центрів називають такий стан, коли нервові центри безперервно посилають імпульси до органів та тканин, підтримуючи їх відповідний функціональний стан. Найбільше значення для організму людини має тонус центрів блукаючого нерва та симпатичної нервової системи, що регулюють діяльність серця та судин.

## М'язовий тонус
М'язовий тонус — стан, при якому спостерігається тривала напруга або скорочення м'язів. Внаслідок цього забезпечується утримання певної пози у просторі (тонус скелетних м'язів), тиск у порожнини кишечника, матки, сечового міхура, а також кров'яний тиск (тонус гладенької мускулатури). Розрізняють контрактильний та пластичний тонус. При контрактильному тонусі, у м'язах, особливо скелетних розвивається напруга, при якій підсилюється електрична активність (потенціал дії м'яза) та підсилюється обмін речовин. В м'язах безхребетних та деяких нижчих хребетних контрактильний тонус проходить по типу тетануса, що складається з дуже повільних хвиль скорочення, що відбуваються дуже рідко та накладаються одна на одну. В скелетних м'язах хребетних тварин контрактильний тонус підтримується почерговим скороченням окремих м'язових волокон, що входять до складу м'яза. При пластичному тонусі м'яз тривалий час знаходиться у збудженому стані, при цьому напруга, яку розвиває м'яз, невелика. М'яз при цьому отримує властивість пластичності, тобто може значно розтягуватись без одночасного збільшення його пружних властивостей. Опір розтягувальному зусиллю чиниться здебільшого за рахунок так званих в'язких опорів, тобто внутрішнього тертя.
У організмі тонус підтримується різними відділами центральної нервової системи. Порушення нормальної діяльності нервових центрів може супроводжуватись як підсиленням (гіпертонія), так і послабленням (гіпотонія, атонія) тонусом. Такі явища спостерігаються при деяких захворюваннях ЦНС, та при її механічному пошкодженні.